# Przybenice
Przybenice – wieś w Polsce położona w województwie świętokrzyskim, w powiecie kazimierskim, w gminie Skalbmierz.
| SIMC    | Nazwa         | Rodzaj    |
| ------- | ------------- | --------- |
| 1016865 | Podgoszczynek | część wsi |

W latach 1975–1998 miejscowość administracyjnie należała do województwa kieleckiego.

## Urodzeni w Przebenicach
- Jan Gołdyn (1898–1927), kapitan piechoty Wojska Polskiego, kawaler Virtuti Militari
- Władysław Karol Szerner (1870–1936), malarz